# Backtrog

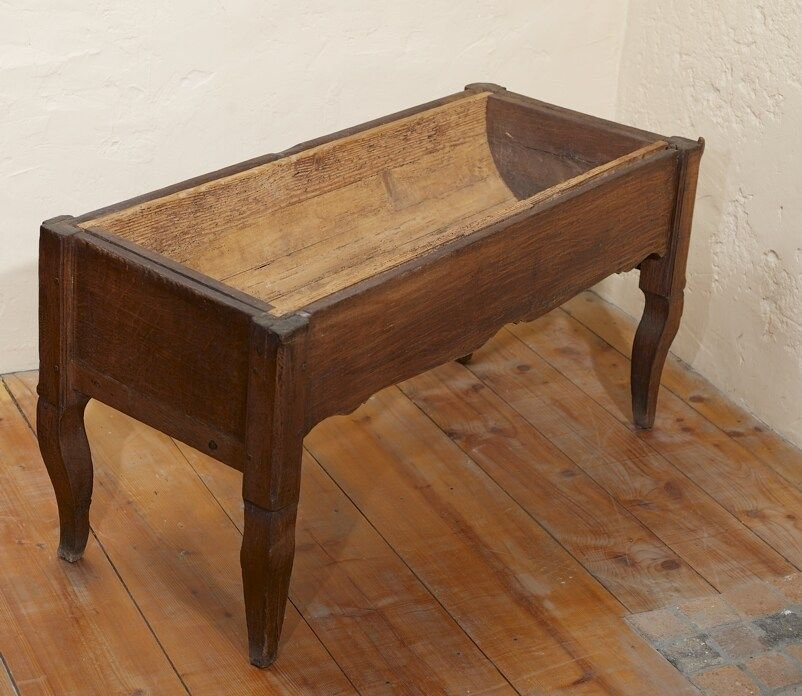
Back- oder Knettrog zum Verarbeiten von Brotteig; Modell, bei dem die Tischplatte abgenommen wurde

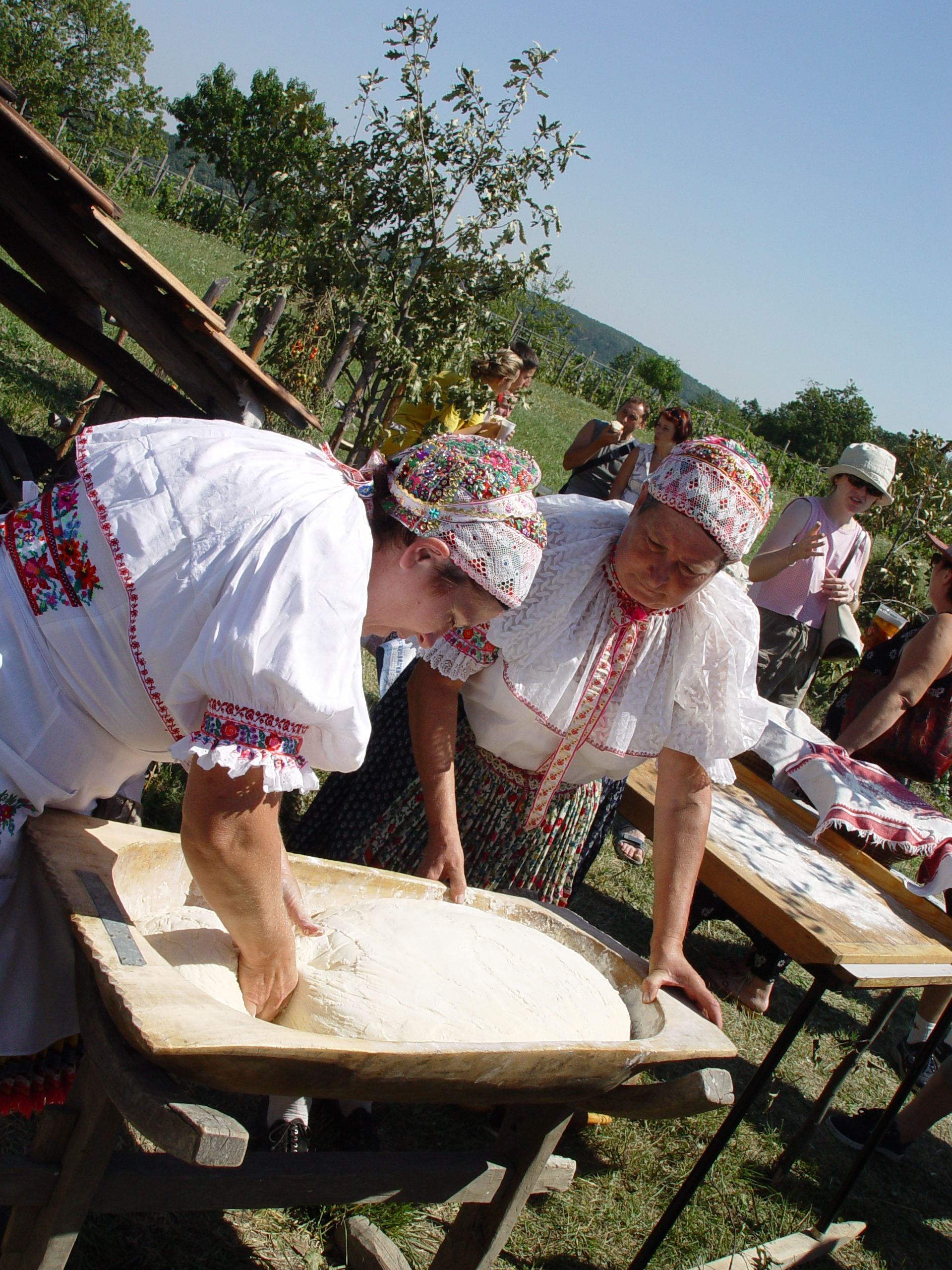
Der Teig im Backtrog ist gegangen und kann nun verarbeitet werden

Ein Backtrog (Teigtrog, Teigwanne, Knettrog, Backmulde, Molle) ist ein Trog, in dem der Teig zum Backen vorbereitet wird.

## Beschreibung
Frühere Backtröge bestanden aus einem in der Längsachse gespaltenen, ausgehöhlten Baumstamm, in dessen Mulde der Teig zubereitet wurde. Etwa ab dem 19./20. Jahrhundert stellte meist der Böttcher die Backtröge her. Sie haben die Form eines Holzkastens mit leicht schrägen Wänden und überstehenden Griffen zum bequemeren Transport. Diese Tröge stehen gewöhnlich auf einem Gestell, damit eine bequeme Arbeitshöhe erreicht wird. Die Tröge waren von unterschiedlicher Größe. Teilweise konnten sich acht Frauen um einen herum aufstellen, um den Teig zu bearbeiten.
In manchen Regionen waren auch Kombinationen von Backtrog und Tisch gebräuchlich, so z. B. in der Eifel, wo man sie als Molentisch bezeichnete. Hierbei war der Backtrog mit festen Beinen versehen und stand in der Stube, durch eine lose aufliegende Abdeckplatte war er normalerweise als Tisch zu benutzen. Wenn Teig geknetet werden sollte, musste man nur diese Abdeckung herunternehmen. Durch seine Funktion als Möbel war dieser Tisch-Backtrog in wohlhabenden Häusern verziert.
Die Backtröge dienten früher häufig, insbesondere in ärmeren Haushalten, auch für andere Tätigkeiten als Behälter oder Schale, wie zum Beispiel beim Waschen oder beim Schlachten, speziell beim Ausbluten lassen.
Heutzutage wird Teig mit modernen Knetmaschinen in Edelstahlgefäßen zubereitet, die gegebenenfalls in automatisierte Anlagen integriert sind.

## Künstlerische Rezeption
Im nur fragmentarisch erhaltenen Hochzeitsquodlibet BWV 524 von Johann Sebastian Bach wird ein Backtrog besungen, wobei besonders seine mögliche Verwendbarkeit als Schwimmfahrzeug thematisiert wird.